# ShinMaywa
La compañía ShinMaywa (新明和工業株式会社 Shin-Meiwa Kōgyō Kabushiki-gaisha?) (TYO: 7224) es un grupo industrial japonés cuyos orígenes están en otro grupo industrial, el Kawanishi, así como en la compañía aeronáutica homónima Kawanishi Kōkūki. Fundada originalmente en 1949 con el nombre Shin Meiwa, su denominación cambió a ShinMaywa en 1992. La sede de la compañía se encuentra en Takarazuka, en la prefectura de Hyōgo.
En la actualidad, la compañía produce tanto aviones como componentes de los mismos, además de vehículos industriales como volquetes y grúas. Otras áreas de trabajo son la industria pesada, la fabricación y mantenimiento de sistemas de aparcamiento automatizado y la fabricación de componentes de precisión, como motores eléctricos.

## Producción aeronáutica
- Shin Meiwa DH.114-TAW, de Havilland Heron modificado con motores Lycoming.
- Shin Meiwa UF-XS, hidrocanoa experimental, basada en el anfibio Grumman HU-16 Albatross.
- Shin Meiwa PS-1, hidrocanoa cuatrimotor.
- Shin Meiwa US-1, avión anfibio cuatrimotor.
- ShinMaywa US-2, avión anfibio cuatrimotor.